# Allgemeines Ehrenzeichen (Sachsen)

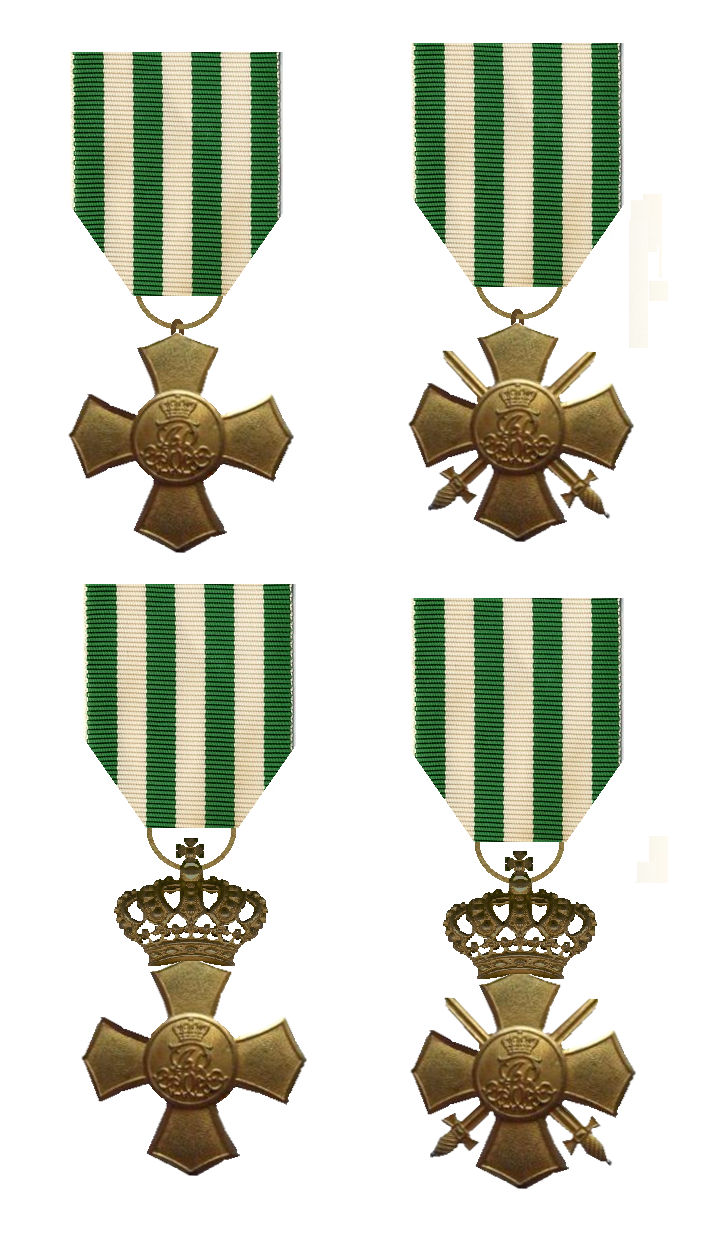
Allgemeines Verdienstzeichen Sachsen 1914

Das Allgemeine Ehrenzeichen wurde am 31. Januar 1876 durch König Albert von Sachsen gestiftet und war zur Belohnung und Anerkennung von Personen vorgesehen, welche durch rühmliche Handlungen oder durch außergewöhnliche verdienstliche Leistungen sich Anspruch auf Unsere Erkenntlichkeit erworben haben. Es wurde auch Albertus-Kreuz genannt.
1901 erfolgte die Stiftung der Schwerter für Militärverdienste. 1907 wurde das Allgemeine Ehrenzeichen in Ehrenkreuz umbenannt und die Auszeichnung konnte ab diesem Zeitpunkt als höhere Stufe auch mit Krone zur Verleihung kommen.

## Aussehen
Die Auszeichnung ist ein aus Bronze gefertigtes vergoldetes Pisaner-Kreuz. Im aufliegenden Medaillon die von einer Krone überragten und verschlungenen Initialen  A R  (Albertus Rex). Das Medaillon im Revers ist von einem Eichenlaubkranz umschlossen und zeigt das gekrönte sächsische Wappenschild.
Für Militärverdienste verlaufen durch die Kreuzwinkel zwei gekreuzte Schwerter.
Bei einer Verleihung des Ehrenkreuzes mit Krone ist dieses zwischen Kreuz und Tragering befestigt.

## Trageweise
Getragen wurde die Auszeichnung an einem weißen Band mit vier dunkelgrünen Streifen auf der linken Brustseite.